# SN 2005mi
SN 2005mi – supernowa typu Ia odkryta 1 listopada 2005 roku w galaktyce A222102-0044. W momencie odkrycia miała maksymalną jasność 22,60m.